# Latrobe Valley

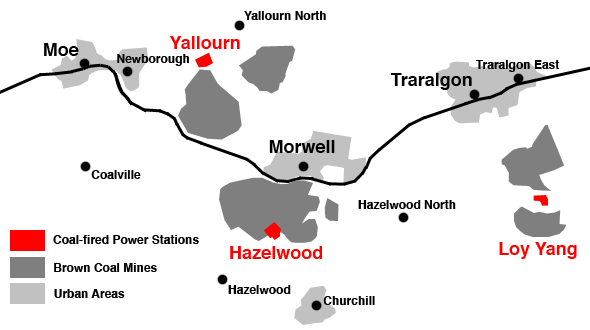
Karte der größeren Städte, der Kohlekraftwerke und der Braunkohleabbaugebiete im Latrobe Valley

Latrobe Valley ist eine Region im Gippsland im Osten des Bundesstaates Victoria in Australien. Das Tal befindet sich zwischen dem Strzelecki-Gebirge und der Great Dividing Range. Drei größere Städte, sowie verschiedene Kleinstädte und Bauerndörfer, gibt es dort. Im Großen und Ganzen deckt sich das Gebiet des Latrobe Valley mit der Local Government Area Latrobe City. Das Tal ist der am dichtesten bevölkerte Teil des Gippslands. Dort leben ca. 78.000 Menschen.
Das Latrobe Valley ist das Zentrum der Energiewirtschaft Victorias, insbesondere des Abbaus und der Verfeuerung von Braunkohle zur Gewinnung elektrischer Energie. Dort werden insgesamt 85 % der elektrischen Energie Victorias produziert und vier der größten Stromkraftwerke stehen dort. Auch ein wesentlicher Teil von Victorias Agrarprodukten ist aus dieser Region. Sowohl Kohle als auch landwirtschaftliche Produkte sind wichtige Exportgüter und in der darauf begründeten Wirtschaft liegt der wesentliche Grund für den schnellen Anstieg der Bevölkerungszahlen Mitte des letzten Jahrhunderts. Durch diese Industrien aber produziert die Region mehr Treibhausgase als irgendein anderer Teil Victorias.
Traralgon ist die bevölkerungsreichste Stadt der Region, während Morwell auf Grund seiner zentralen Lage das Verwaltungszentrum geworden ist. So besteht seit Langem eine Rivalität zwischen den beiden Städten.
Das Latrobe Valley erhielt seinen Namen vom Latrobe River, der das Tal in östlicher Richtung durchfließt.

## Geographie
Der Latrobe River fließt in den Lake Wellington östlich von Sale und entwässert einen wesentlichen Teil des mittleren Gippsland. Das Latrobe Valley umfasst aber einen geringeren Teil des Gebietes, da sich um die drei Städte Moe, Morwell und Traralgon zwischen den Strzelecki Ranges im Süden und den westlichsten Ausläufern der australischen Alpen im Norden erstreckt. Das Tal ist mittelmäßig fruchtbar und besitzt ein feuchtes Klima.

## Wirtschaft
Zu den Schlüsselsektoren zählen die Energiegewinnung, die Papierherstellung, Holzmühlen, Land- und Viehwirtschaft, die Holzgewinnung, die Informationstechnologie, das Ingenieurwesen und die Bildung. Das Tal liefert 85 % von Victorias elektrischer Energie und besitzt ein wichtiges Ingenieurwesen für die Kraftwerksindustrie, die Papierindustrie und die Nahrungsmittelindustrie. Die Universität zieht Studenten aus der Region, aus ganz Australien und der ganzen Welt an.
Holzeinschlag ist auch ein wichtiger Wirtschaftszweig in den Hügeln im Norden und im Süden des Tales; die wichtigste Papiermühle steht in Maryvale, in der Nähe von Morwell. Im rauen Norden der Region liegt die historische Goldgräberstadt Walhalla mit den Bergen, die den Westteil des Alpine-Nationalparks und den nahegelegenen Baw-Baw-Nationalpark mit einem kleinen Skigebiet bilden.

## Klima
Das Latrobe Valley hat Seeklima, das bedeutet milde Temperaturen bei großen Regenmengen, gelegentlichem Frost und Schnee auf den benachbarten Hügeln. Der wärmste Monat ist der Februar mit einer mittleren Temperaturspanne von 12,5 bis 26,4 °C und der kälteste Monat ist der Juli mit einer mittleren Temperaturspanne von 3,6 bis 13,5 °C. Der meiste Regen fällt im Spätwinter und im Frühjahr; die mittlere jährliche Regenmenge liegt bei 800 mm.

## Siedlungen
Es gibt drei größere Städte im Latrobe Valley:
- Traralgon – die bevölkerungsreichste Stadt
- Moe – die zweitbevölkerungsreichste Stadt
- Morwell – liegt im Zentrum des städtischen Bereiches, ist das Verwaltungszentrum und Sitz der wichtigsten Zeitung, des Latrobe Valley Express[2]

Das wichtigste Krankenhaus liegt am Princes Highway zwischen Morwell und Traralgon. Es entstand aus der Zusammenlegung der Krankenhäuser der drei größeren Städte.
Kleinstädte sind Tyers, Newborough, Yinnar, Erica, Thorpdale, Yallourn North (das ursprüngliche Yallourn wurde wegen des Braunkohlentagebaus verlegt), Churchill (Sitz der Gippsland Federation University Australia) und Boolara.
Die wichtigsten Städte besitzen Rotary Clubs, Morwell, Moe, Hazelwood (Churchill), Traralgon und Traralgon Central.

## Verkehr
Der Princes Freeway verläuft durch das Latrobe Valley und verbindet Melbourne mit der Region East Gippsland.
Die Traralgon V/Line (Eisenbahnlinie) verbindet die drei größeren Städte.

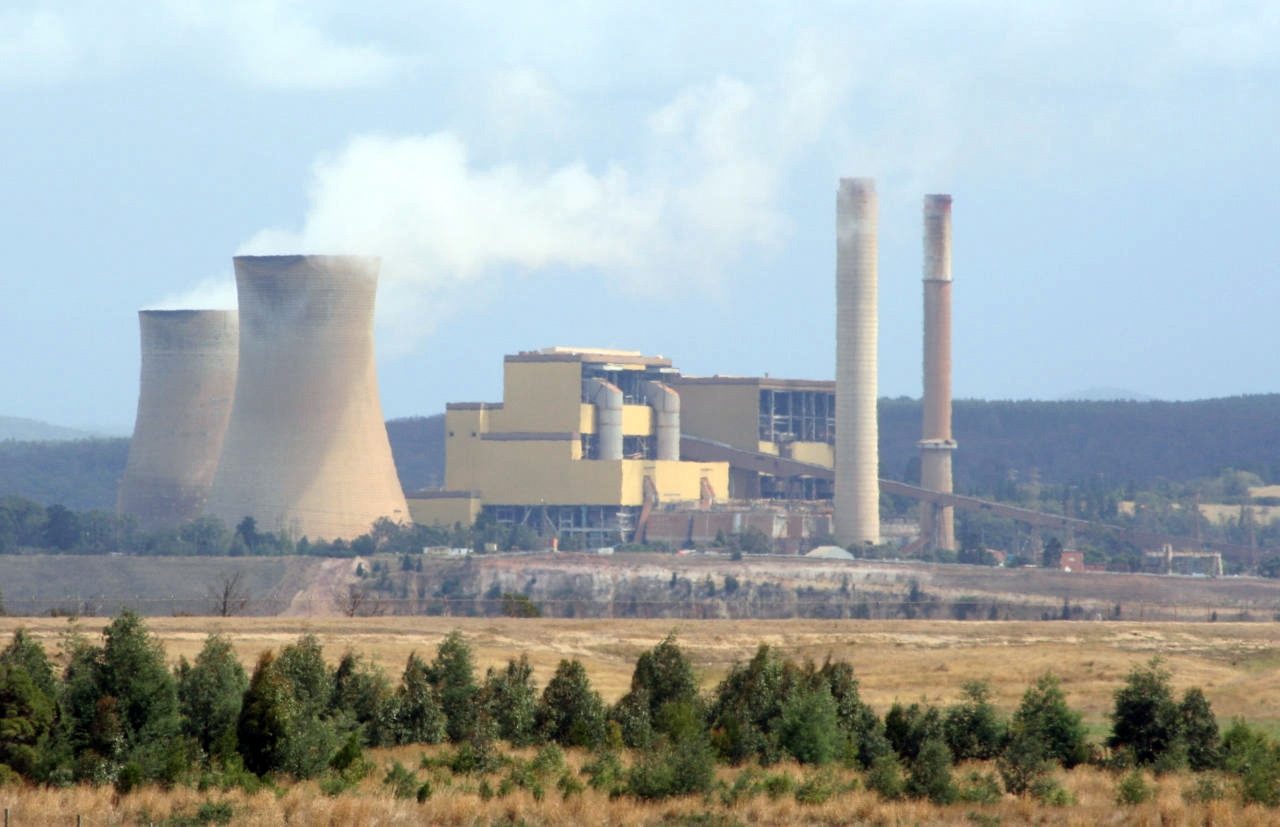
Kraftwerk Yallourn

## Kraftwerke
Die Kraftwerke im Latrobe Valley sind die Braunkohlekraftwerke Hazelwood, Loy Yang, Yallourn, das Gaskraftwerk Jeeralang und das Energy Brix (früher Morwell).